# Herr und Knecht (Tolstoi)

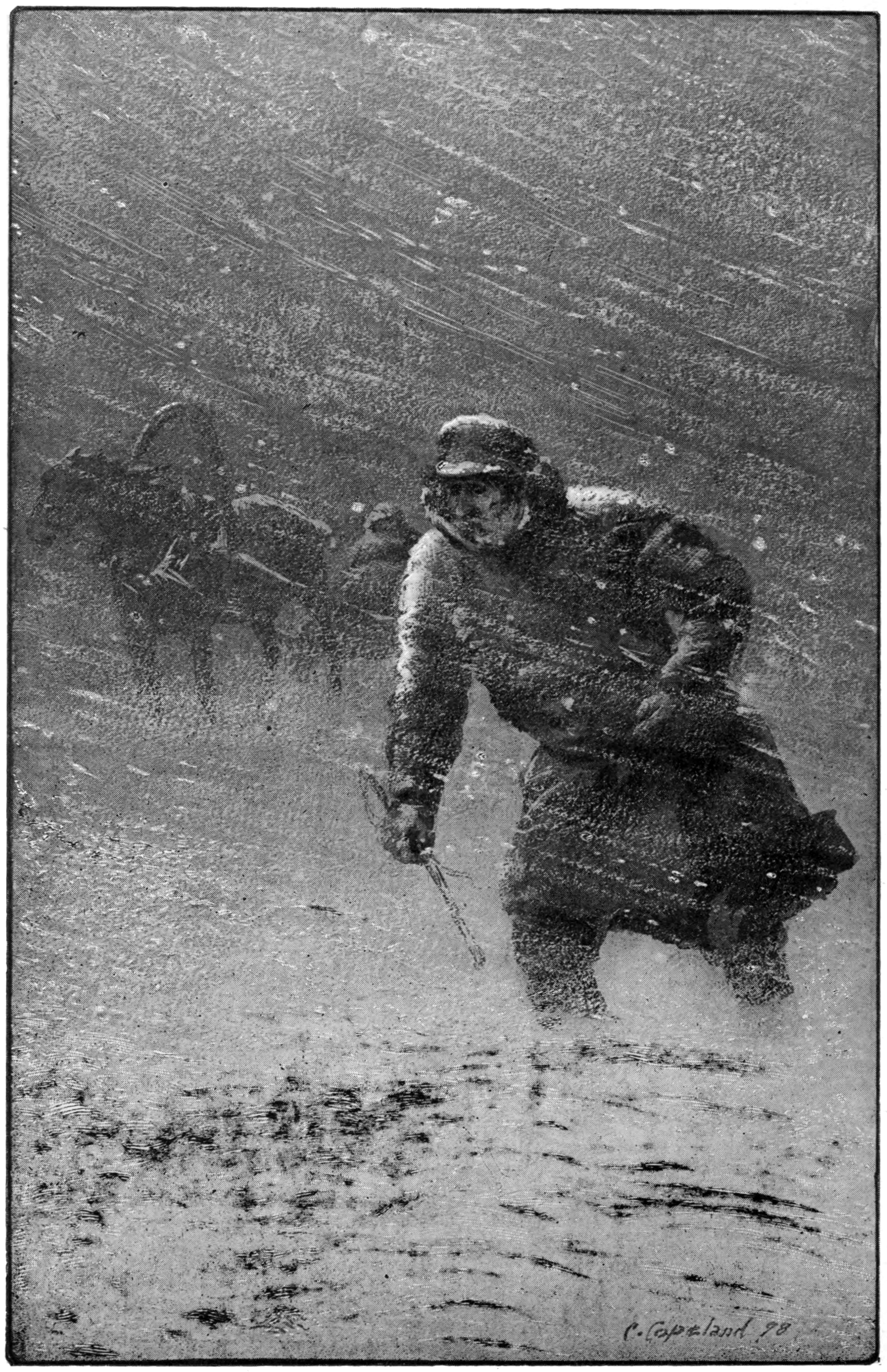
Herr und Knecht (Zeichnung von Charles Copeland)

Herr und Knecht (russisch Хозяин и работник) ist der Titel einer 1895 publizierten Erzählung von Lew Tolstoi. Die Geschichte von den beiden unterschiedlichen Protagonisten schildert die Irrfahrt durch einen Wintersturm und ihr Verhalten in der existentiellen Grenzsituation des Todes. Die erste Übertragung ins Deutsche von Hermann Roskoschny erschien im selben Jahr.

## Inhalt

### Herr und Knecht
Die Geschichte spielt in den 1870er Jahren und handelt von dem geschäftstüchtigen und stets auf seinen Vorteil bedachten Herbergswirt und Kaufmann Wassilij Andrejitsch Brechunow aus Kresty und dem bei ihm angestellten besitzlosen Bauern Nikita Stepanytsch.
Nikita, ein ca. fünfzigjähriges „Bäuerlein“ ohne eigene Wirtschaft, ist überall wegen seiner Gutmütigkeit beliebt, arbeitet fleißig und geschickt, kann gut mit Tieren umgehen, hat aber ein Alkoholproblem. Im Zustand der Trunkenheit versäuft er sogar seine Kleider und wird dann gewalttätig und streitsüchtig. Deshalb hat sich seine Frau Marfa von ihm abgewandt und unterhält schon seit 20 Jahren eine Beziehung mit einem in ihren Haushalt aufgenommenen Böttcher. Zur Handlungszeit der Geschichte hat Nikita ein Gelübde abgelegt, nicht mehr zu trinken.
Brechunow nutzt die schwierige Lage Nikitas aus, lässt ihn für sich arbeiten und bezahlt ihn nicht anständig: nicht die achtzig Rubel, den üblichen Lohn eines Arbeiters, sondern nur vierzig, und er gibt sie ihm überdies nicht pünktlich und auf einmal, sondern nach und nach und meist nicht in bar, sondern in Form von Waren, die er dazu noch hoch berechnet. Nikita weiß wohl, dass der Gutsbesitzer ihn betrügt, aber er hat keine Alternative, eine andere Arbeit zu finden, und vermeidet daher einen Streit. (Kap.1)

### Irrfahrten
Die Haupthandlung spielt im Dezember einen Tag nach St. Nikolaus. Brechunow hat bereits mit dem benachbarten Gutsbesitzer Gorjatschkin den Kauf eines kleinen Waldes zu einem günstigen Preis weit unter dem Marktwert verhandelt. Nun fürchtet er Konkurrenten aus der Stadt, die mehr zu zahlen bereit sind, und will den Handel schnell abschließen und nach Gorjatschkino fahren. Da die Bedingungen für die Schlittenfahrt wegen Kälte und schneebedeckten Straßen ungünstig sind und sich weiterer Schneefall und Wind ankündigt, nimmt er zur Beruhigung seiner schwangeren Frau Nikolawna Nikita als Begleiter mit (Kap. 1).
Um sich zu beeilen, wählt Brechunow eine Abkürzung mit schlechter Markierung und sie kommen bei starkem Schneegestöber von der zugewehten Straße ab, fahren über Felder und Grasland und stranden im Dorf Grischkino (Kap. 2). Dort rät man ihnen zu übernachten und zeigt ihnen dann, als der Kaufmann ablehnt, den Weg: Sie müssen umkehren und dann die gut markierte Landstraße finden. Dies gelingt anfangs, doch sie verirren sich erneut. Nikita lässt das erschöpfte Pferd den Weg suchen und sie gelangen wieder nach Grischkino (Kap. 3). Es ist bereits dunkel, doch Brechunow will in der Nacht weiterfahren, um sein Geschäft abzuschließen. Zuvor wärmen sie sich im Haus des Bauern Tarass (Kap. 4). Auf ihrer Weiterfahrt kommen sie in einen heftigen Sturm, verlieren die Orientierung und das erschöpfte Pferd bricht im Schnee ein (Kap. 5). Sie biwakieren an einem Hang unter dem Schutz des Schlittens und versuchen so die Nacht zu überstehen (Kap. 6). Brechunows letzter Versuch, ohne Nikita mit dem Pferd ein Dorf zu erreichen, führt in an den Ausgangsort zurück (Kap. 8).

### Brechunows Lebensziel
Brechunow kann im Lager unter dem Schlitten nicht schlafen und seine Gedanken drehen sich „um den Punkt, der das einzige Ziel, den Sinn, die Freude und den Stolz seines Lebens ausmachte: an das erworbene und an das noch zu erwerbende Geld. Wieviel hatten andere […] erworben, wieviel besaßen sie jetzt, auf welche Weise hatten sie es erworben und wie brachten sie es fertig, sich noch welches dazu zu erwerben.“ Durch Fleiß und geschickten Handel hat er in 15 Jahren einen Laden, zwei Schenken, eine Mühle, eine Getreidehandlung, zwei Pacht-Güter und ein Haus mit einem Blechdach erworben. Vor kurzem hat er die Bäume im Gorjatschkinwald gezählt und die Verwertung des Holzes berechnet. Kauf und Verkauf würden ihm auf einen Schlag viel Geld einbringen. Zudem könnte er dem Feldmesser ein Schmiergeld geben, damit dieser das Land zu seinen Gunsten auszumisst. „Von wem spricht jedermann im ganzen Umkreis? Von keinem anderen als von Brechunow! […] Dieser Gedanke, dass […] er selbst geradesogut Millionär werden könnte, wie jener Mironow“, der mit nichts angefangen hat, dieser Gedanke regt Wassili Andrejitsch auf. Er fragt sich, ob er weiter im Schnee liegen und, wie Nikita, auf seinen Tod warten soll, und reitet allein auf dem Pferd durch den Schnee davon, um eine Siedlung zu suchen. Nikita lässt er zurück, mit der Begründung, der „mach[e] sich nichts aus dem Sterben“, denn „was ha[be] er für ein Leben! Dem [werde] er nicht nachtrauern“: „Wir aber, wir haben’s doch, uns fehlt’s doch an nichts…“

### Nikitas Todesgedanken
Nikita wartet „[w]ie alle Menschen, die in naher Berührung mit der Natur leben und kennengelernt haben, was Not ist, geduldig die weitere Entwicklung ab“. Ruhig sieht er dem Aufbruch seines Herrn auf dem Rücken des Pferdes zu und denkt „an den Tod, der ihn wahrscheinlich noch in dieser Nacht ereilen würde“, aber der Gedanke hat „gar nichts Peinliches oder Furchtbares für ihn […] weil er sich immer unter der Abhängigkeit von irdischen Herren […] in diesem Leben im Dienste des höchsten Herrn gefühlt hat[-], von dem er abhängig [ist] und der ihn in das Leben gesandt hat“. Er weiß, dass er „auch im Tode in der Gewalt dieses Herrn“ bleibt, der sein Bestes will. Und seine Sünden „sind eben Sünden! Was soll man da machen?“

### Befreiung
Nach dem Scheitern von Brechunows Rettungsversuch und seiner Rückkehr zum Schlitten merkt er, dass er seinem Schicksal nicht entkommen kann, und kümmert sich jetzt um Nikita: Er wärmt ihn mit seinem Körper, teilt mit ihm seine Pelze und erfriert, während sich Traum und Wirklichkeit vermischen (Kap. 9). „Er begreift, dass das der Tod ist, aber das betrübt ihn nicht. Er erinnert sich jetzt, dass Nikita […] lebt, und es kommt ihm so vor, als sei Nikita er selbst, und er, Wassilij Andrejitsch, sei Nikita, und dass sein Leben nicht in ihm selbst, sondern in Nikita beschlossen sei. […] ‚Nikita lebt, also lebe offenbar auch ich‘ sagt er feierlich zu sich selbst.“ Mit dieser Umkehr ist auch eine Neubestimmung des Lebenssinns verbunden „Offenbar hatte er keine Ahnung, worauf es eigentlich ankam: ‚Ohne, dass jetzt noch ein Irrtum möglich wäre. Jetzt weiß ich es‘. […] Sein ganzes Wesen jauchzt froh und selig auf: ‚ich komme! Ich komme!‘ Er fühlt: Er ist frei, und es gibt keine Fessel mehr, die ihn festhält.“

### Schluss
Am nächsten Tag wird Nikita von Bauern aus der Schneeverwehung, 60 Meter vom Weg entfernt, ausgegraben (Kap. 10). Zwei Monate liegt er im Krankenhaus. Er verliert drei Zehen, kann aber wieder arbeiten und lebt noch 20 Jahre bei seinem Sohn und den Enkeln. Als er stirbt, ist er froh, „dass er dies Leben, dessen er überdrüssig geworden [ist], mit jenem anderen Leben vertauschen [kann], das ihm von Jahr zu Jahr verständlicher wurde und immer begehrenswerter erschien.“

## Form
Von der Literaturkritik gewürdigt werden:
- der sich dramatisch steigernde Handlungsverlauf mit der Schilderung der Naturkräfte: Vorbereitung, Abreise, Irrfahrten, Rast im Bauernhaus, Biwakieren auf freiem Feld, entfesselte Naturgewalten, Rettungsversuch, Bekehrung Brechunows mit dem Wechsel ins Präsens,
- die doppelte Perspektive des Herrn und des Knechts in den Schlusskapiteln,
- die expressive Typisierung der einzelnen Gestalten,
- die spürbare „große Vertrautheit mit dem russischen Bauern und seinem Leben“ durch den „milieuechten Gebrauch […] volkstümlicher Sprache“: eingestreute Sprichwörter, typische ländliche Redensarten, Eigentümlichkeiten der Dialekte Südrusslands.

## Interpretation
Wedel sieht die Sympathien des Autors „eindeutig auf Seiten des arbeitssamen, gutmütigen, von seinem Herrn ausgenutzten Mužiks, der ‚wie alle Menschen, die mit der Natur lebten und die Not kannten‘, alles im Leben geduldig ertrug und nun auch zu sterben bereit ist.“ Im entscheidenden Augenblick, als „Nikita von seinem Herrn ‚um Christi willen‘ Abschied nimmt, komm[e] plötzlich über Brechunow die Erleuchtung: er erkennt die Notwendigkeit christlicher Nächstenliebe“ und fühlt sich als Nikita, während dieser Brechunow sei. Damit habe der „Herr“ Brechunow durch seine „Selbstopferung“ sein „durch und durch egoistisches Dasein in sittlich edelster Weise gesühnt“.
Die amerikanische Literaturwissenschaftlerin Juharyan erklärt in ihrer Untersuchung über den Einfluss Hegels auf die russische Literatur den Titel der Tolstoi-Erzählung als dessen Auseinandersetzung mit der Herrschaft-und-Knechtschaft-Thematik.

## Literarische Bezüge
Das Thema des Schneesturms hat Tolstoi bereits in einer früheren Erzählung gestaltet: Im Schneesturm (1856). Ähnlichkeiten Nikitas mit dem Bauern Fédor findet man in der Erzählung „Drei Tode“ (1859).

## Rezeption

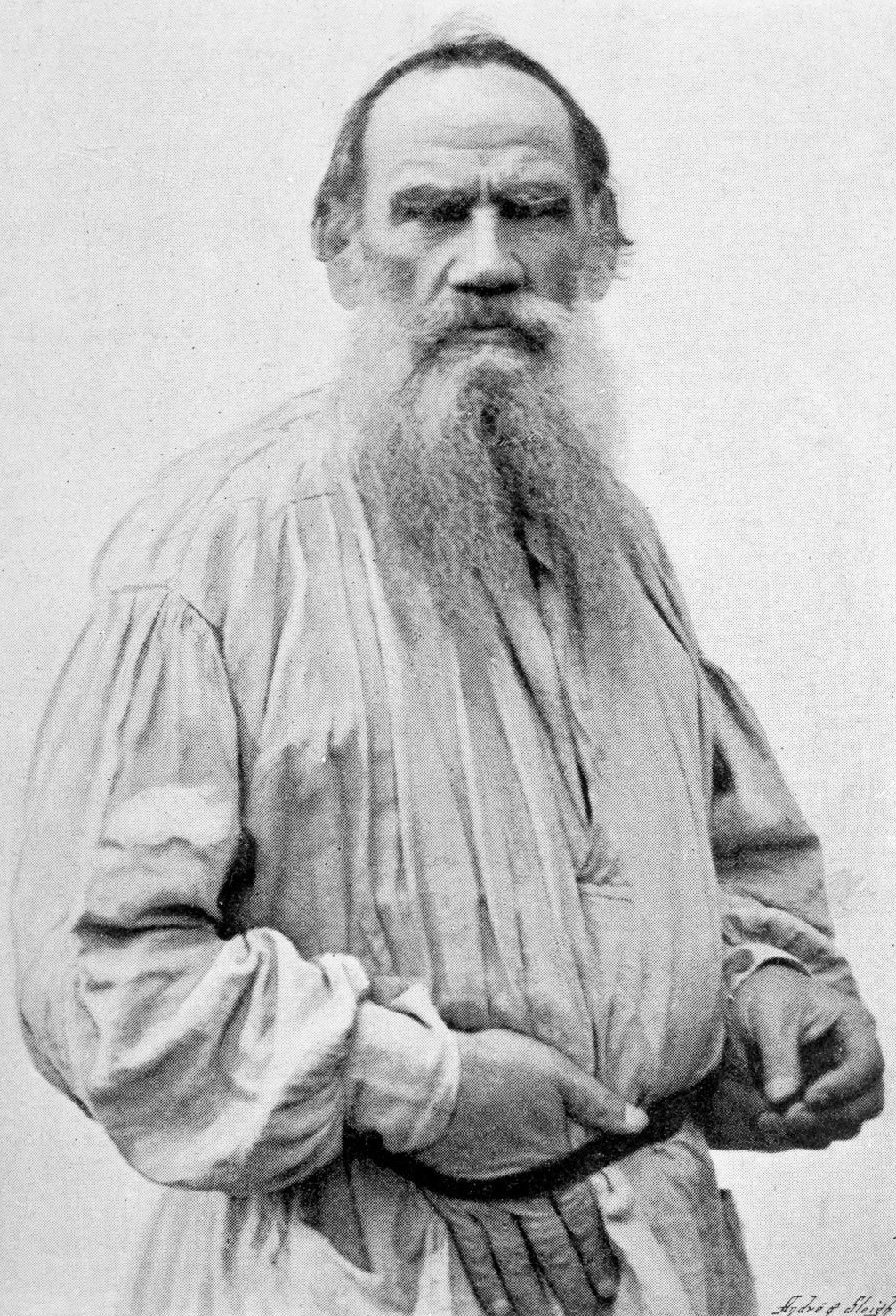
Tolstoi 1895

Die Erzählung Herr und Knecht war einer der größten Verkaufserfolge Tolstois. Die beiden Moskauer Ausgaben von 1895 (die Posrednik-Verlag-Ausgabe und der XIV. Band von Tolstois Werken Sochinenija grafa L.N. Tolstogo) waren mit jeweils 15.000 Exemplaren innerhalb von zwei Tagen ausverkauft. Die Erzählung wurde in viele Sprachen übersetzt und in Bände ausgewählter Werke aufgenommen.
Nach Wedel findet die „meisterhafte dichterische Ausarbeitung der vorgefassten Leitidee, die erstaunlich suggestive Verkörperung dieser Leitidee in den beiden Gestalten […] den ihr gemäßen künstlerischen Rahmen in der gleichermaßen plastischen Zeichnung der Nebenfiguren sowie in den packenden Naturschilderungen und ausdrucksstarken Traumbildern verwobenen Handlungsverlauf“.
Eberhard Dieckmann hält die Erzählung aufgrund der psychologischen Kontrastierung und der „Durchdringung ihrer gegenseitigen Beziehungen“ der Protagonisten für einen „neuen Höhepunkt Tolstoischer Meisterschaft“.
Im Gegensatz zur öffentlichen Reputation war der Autor mit seiner Erzählung nicht zufrieden. Am 27. März 1895 schrieb er in sein Tagebuch: „Da ich keine Vorwürfe, sondern nur Lob für Herrn und Knecht höre, so stelle ich mir einen großen Aufruhr vor und erinnere mich an die Anekdote von dem Prediger, der inmitten einer Explosion von Beifall, der einen der Sätze seiner Predigt überdeckte, innehielt und fragte: ‚Habe ich irgendeinen Unsinn gesagt?‘ Mir geht es genauso und ich weiß, dass es töricht war, sich mit der künstlerischen Ausarbeitung einer sinnlosen Geschichte auseinanderzusetzen. Die Idee selbst ist unklar und gezwungen, sie ist nicht einfach. Die Geschichte ist schlecht. Ich würde gerne eine anonyme Bewertung schreiben, wenn ich etwas Freizeit hätte und wenn das nicht bedeutet, mich mit etwas zu beschäftigen, das sich nicht lohnt.“

## Film
Britischer Film Boxing Day von Bernard Rose (2012). Der Immobilienmakler Basil und sein Chauffeur Nick geraten am zweiten Weihnachtstag in Denver, Colorado, in einen Schneesturm.

## Deutsche Übersetzungen
- Leo Tolstoi: Herr und Diener. Deutsch von Hermann Roskoschny. Neufeld & Henius, Berlin 1895 (Deutsche Erstausgabe).
- Leo Tolstoi: Herr und Knecht. Übersetzer R. Loewenfeld. In: Sämtliche Werke 1. Serie, Bd. 7. Leipzig 1911.
- Leo Tolstoi: Herr und Knecht. Novelle. Ins Deutsche übertragen von H. Röhl. Insel, Leipzig 1916 (Insel-Bücherei Nr. 85). s. Projekt Gutenberg.
- L. N. Tolstoi: Herr und Knecht. Übersetzer Carl Goritzky. Max Fischer’s Verlagsbuchhandlung Dresden. s. Projekt Gutenberg.
- Leo Tolstoi: Die Kreutzersonate und andere Erzählungen (Die Kreutzersonate und Kornej Wassiljew, übersetzt von August Scholz. Herr und Arbeitsmann, übersetzt von Kurt Wildhagen). Agrippina Bücherei Wiesbaden 1960.
- Leo N. Tolstoi: Herr und Arbeitsmann. Übersetzt von Kurt Wildhagen. In: Leo N. Tolstoi: Erzählungen. Wilhelm Goldmann Verlag, München 1961.
- Leo Tolstoi: Herr und Knecht. Übersetzer M. Kegel. In: Volkserzählungen und Jugenderinnerungen. München 1961.
- Leo Tolstoi: Herr und Knecht. Volkserzählungen (= Diogenes-Taschenbuch. Band 21362). Deutsch von Erich Böhme. Diogenes, Zürich 1985, ISBN 3-257-21362-X.